# William Cooper (Segler)
William Hunting Cooper (* 4. August 1910 in Los Angeles; † 28. März 1968 in Orange County) war ein US-amerikanischer Segler.

## Erfolge
William Cooper, der für den California Yacht Club segelte, wurde 1932 in Los Angeles bei den Olympischen Spielen in der 8-Meter-Klasse Olympiasieger. Er war Crewmitglied des von Skipper Owen Churchill angeführten Bootes Angelita, das sämtliche vier Wettfahrten gewann und damit vor dem einzigen anderen Boot, der Santa Maria aus Kanada, den ersten Platz belegte. Neben Cooper und Churchill, der Coopers Onkel war, erhielten die übrigen Crewmitglieder Pierpont Davis, Karl Dorsey, Alphonse Burnand, Thomas Webster, John Biby, Robert Sutton, John Huettner, Alan Morgan, Richard Moore und Kenneth Carey die Goldmedaille.
Cooper besuchte die University of California, Los Angeles, an der zu der Zeit auch John Biby und Richard Moore studierten. 1933 schloss er dort sein Studium als Ingenieur ab und begann wie Biby für die Douglas Aircraft Company zu arbeiten.